# Pseudalichtensia brasiliae
Pseudalichtensia brasiliae är en insektsart som beskrevs av Hempel 1928. Pseudalichtensia brasiliae ingår i släktet Pseudalichtensia och familjen skålsköldlöss. Inga underarter finns listade i Catalogue of Life.